# سيرانو (محطة مترو أنفاق مدريد)
سيرانو (بالإسبانية: Serrano)‏ هي محطة مترو أنفاق في مدريد في إسبانيا، تقع على الخط رقم 4.